# Patrick Messe
Patrick Messe est un comédien français né le 12 août 1945 à Paris.
Actif entre autres dans le doublage, il est la voix française de Rubeus Hagrid (Robbie Coltrane) dans les cinq premiers volets de la saga Harry Potter.

## Filmographie

### Cinéma
- 1972 : Les Malheurs d'Alfred de Pierre Richard
- 1979 : Arrête de ramer, t'attaques la falaise ! / Qu'il est joli garçon l'assassin de papa de Michel Caputo
- 1983 : Maria Chapdelaine de Gilles Carle
- 2002 : Blanche de Bernie Bonvoisin
- 2014 : Félix et les Loups de Philippe Sisbane

### Télévision
- 1980 : Docteur Teyran de Jean Chapot
- 1983 : Marie Pervenche, saison 1, épisode 3 Le mystère de la malle sanglante (Monsieur Potréou)

## Théâtre
- 1968 : Le Joueur de Jean-François Regnard, mise en scène Jean Piat, Comédie-Française
- 1970 : Le Soir du conquérant de Thierry Maulnier, mise en scène Pierre Franck, Théâtre Hébertot
- 1971 : La prochaine fois je vous le chanterai de James Saunders, mise en scène Jacques Brunius, Théâtre des Nouveautés
- 1971 : Le Doux Oiseau de la jeunesse de Tennessee Williams, mise en scène André Barsacq, Théâtre de l'Atelier
- 1972 : Le Misanthrope de Molière, mise en scène Jean Négroni, Maison des arts et de la culture de Créteil
- 1972 : Les Justes d'Albert Camus, mise en scène Jean Négroni, Maison des arts et de la culture de Créteil
- 1973 : Le Tartuffe de Molière, mise en scène Roger Planchon
- 1975 : Othello de William Shakespeare, mise en scène Georges Wilson, Festival d'Avignon
- 1977 : Lorenzaccio de Alfred de Musset, mise en scène Claude Yersin, Comédie de Caen
- 1981 : Le Jeune Homme de Jean Audureau, mise en scène Dominique Quéhec, Théâtre national de Chaillot
- 2001 : Un homme à la mer de Ghigo de Chiara, mise en scène Stéphan Meldegg, Théâtre La Bruyère
- 2005 : Les Révérends de Sławomir Mrożek, mise en scène Georges Werler, Théâtre 14 Jean-Marie Serreau
- 2007 : Champagne, pour tout le monde de Serge Serout, mise en scène Daniel Colas, Théâtre des Mathurins

## Doublage

### Cinéma

#### Films
- Robbie Coltrane dans : 
  - Harry Potter à l'école des sorciers (2001) : Rubeus Hagrid
  - Harry Potter et la Chambre des secrets (2002) : Rubeus Hagrid
  - Harry Potter et le Prisonnier d'Azkaban (2004) : Rubeus Hagrid
  - Ocean's Twelve (2004) : Matsui
  - Harry Potter et la Coupe de feu (2005) : Rubeus Hagrid
  - Harry Potter et l'Ordre du phénix (2007) : Rubeus Hagrid

- Robert De Niro dans :
  - Arnaque à Hollywood (2020) : Max Barber
  - Savage Salvation (2022) : le shérif Church
  - Mon père et moi (2023) : Salvo Maniscalco
  - Ezra (2023) : Stan

- Bob Hoskins dans :
  - Blue Ice (1992) : Sam Garcia
  - Mafia rouge (2003) : Darius Paskevic
  - Amour interdit (2003) : Henry Bullard

- Judd Hirsch dans :
  - The Meyerowitz Stories (2017) : L.J. Shapiro
  - Uncut Gems (2019) : Gooey
  - Hollywood Stargirl (2022) : M. Mitchell

- Brendan Gleeson dans :
  - A.I. Intelligence artificielle (2001) : Lord Johnson-Johnson
  - Troie (2004) : Ménélas

- Alex Norton dans : 
  - La Vengeance de Monte-Cristo (2002) : Napoléon Bonaparte
  - Pirates des Caraïbes : Le Secret du coffre maudit (2006) : le capitaine Bellamy

- Jay O. Sanders dans :
  - Le Jour d'après (2004) : Frank Harris
  - Hors de contrôle (2010) : Whitehouse

- Harry Groener dans :
  - A Cure for Life (2017) : Pembroke
  - Oppenheimer (2023) : le sénateur Gale W. McGee

- William Hope dans : 
  - Massacre à la tronçonneuse (2022) : le shérif Hathaway
  - The Son (2022) : Andrew

- 1978[1] : The Wiz : Lion / Fleetwood (Ted Ross)
- 1989 : Vidéokid : L'Enfant génial[2] : le shérif Joe Tate (Vince Trankina)
- 1993 : Cliffhanger : Traque au sommet : Delmar (Craig Fairbrass)
- 1995 : Le Diable en robe bleue : l'inspecteur Jack Miller (Beau Starr)
- 1995 : Get Shorty : Jimmy Cap (Alex Rocco)
- 1995 : Jade : le procureur Arnold Clifford (Kevin Tighe)
- 1996 : Mars Attacks! : le président américain James Dale / Art Land (Jack Nicholson)
- 1997 : Le Flic de San Francisco : le capitaine Frank Solis (Denis Arndt)
- 1997 : Le Monde perdu : Jurassic Park : Dr Robert Burke (Thomas F. Duffy)
- 1997 : Le Chacal : Larry King
- 1997 : Lost Highway : Mystery Man (Robert Blake)
- 1998 : Ennemi d'État : Frankie (Arthur J. Nascarella (en))
- 2000 : Crinière au vent, une âme indomptable : le patron (Jan Decleir)
- 2000 : Space Cowboys : Eugene "Gene" Davis, directeur de vol (William Devane)
- 2001 : Perpète : Claude Banks (Martin Lawrence)
- 2002 : Windtalkers : Les Messagers du vent : le capitaine Hjelmstad (Peter Stormare)
- 2002 : Calculs meurtriers : le capitaine Rod Cody (R. D. Call)
- 2002 : Pinocchio : le grillon (Peppe Barra)
- 2003 : Mafia Blues 2 : Anthony Bella (Anthony LaPaglia)
- 2003 : Hulk : le général Ross (Sam Elliott)
- 2003 : Mystic River : Theo (Kevin Conway)
- 2003 : Bad Santa : Willie T. Soke (Billy Bob Thornton)
- 2004 : Le Tour du monde en quatre-vingts jours : le capitaine du bateau à vapeur (Mark Addy)
- 2004 : Les Vacances de la famille Johnson : Nate Johnson / oncle Earl (Cedric the Entertainer)
- 2005 : The Jacket : Dr Thomas Becker (Kris Kristofferson)
- 2006 : V pour Vendetta : Lewis Prothero (Roger Allam)
- 2006 : Cœurs perdus : Charles Hildebrandt (James Gandolfini)
- 2009 : Vic le Viking : Halvar (Waldemar Kobus (en))
- 2010 : The Social Network : Larry Summers (Douglas Urbanski)
- 2012 : Arbitrage : Syd Felder (Stuart Margolin)
- 2012 : Django Unchained : Dicky Speck (James Russo)
- 2012 : 40 ans : Mode d'emploi : Larry (Albert Brooks)
- 2014 : Interstellar : le directeur de la NASA Williams (William Devane)
- 2015 : Ma mère et moi : Randall Zipper (J. K. Simmons)
- 2016 : Bad Santa 2 : Willie T. Soke (Billy Bob Thornton)
- 2017 : Undercover Grandpa : Harry (Kenneth Welsh)
- 2018 : Pentagon Papers : ? ( ? )
- 2018 : Guardians of the Tomb : Mason (Kelsey Grammer)
- 2019 : Dumbo : J. Griffin Remington (Alan Arkin)
- 2019 : À couteaux tirés : Alan Stevens (Frank Oz)
- 2021 : La Protégée : ? (?)
- 2022 : Blackout : Dr Garza (José Sefami)
- 2023 : Evil Dead Rise : M. Fonda (Mark Mitchinson)
- 2023 : Transformers: Rise of the Beasts : Optimus Prime (Peter Cullen) (voix)
- 2023 : Old Dads : Richie Jacobs (Bruce Dern)
- 2024 : Furiosa : Une saga Mad Max : le Mange-personne (John Howard)

#### Films d'animation
- 1978[n 1] : Edgar de la Cambriole : Le Secret de Mamo : Koichi Zenigata / l'inspecteur Gaston Lacogne
- 1979[n 2] : Le Château de Cagliostro : Koichi Zenigata / l'inspecteur Gaston Lacogne
- 1979[3] : De la Terre à la Lune : rôles divers
- 1985 : L'Homme au masque de fer : Athos et le chef de la prison[4]
- 1985[n 1] : Edgar de la Cambriole : L'Or de Babylone : Koichi Zenigata / l'Inspecteur Lacogne
- 1986 : Ken le survivant, le film : Rei, Zayde et divers pillards
- 1987[n 3] : Edgar de la Cambriole : Le Complot du clan Fuma : Koichi Zenigata / l'inspecteur Gaston Lacogne
- 1989 : Venus Wars : Gary et le colonel
- 1992 : Les Aventures de Zak et Crysta dans la forêt tropicale de FernGully : Tony et Rock
- 1994 : Felidae : Barbe Bleue
- 1995 : Papadoll au royaume des chats : Remlam
- 2000 : Batman, la relève : Le Retour du Joker : Bruce Wayne / Batman[n 4]
- 2002 : La Planète au trésor, un nouvel univers : Billy Bones[n 5]
- 2005 : Wallace et Gromit : Le Mystère du lapin-garou : l'inspecteur Mackintosh[n 6]
- 2006 : Souris City : le père de Rita[n 7]
- 2011 : Cars 2 : Tomber
- 2024 : Wallace et Gromit : La Palme de la vengeance : l'inspecteur Mackintosh[n 6]

### Télévision

#### Téléfilms
- 2009 : La Vengeance d'une sœur : Jim (Paul Whitney)
- 2012 : Le Bodyguard de l'amour : Thompson (Gregory Harrison)
- 2015 : L'Enfant de Buchenwald : Robert Kluttig (Robert Gallinowski (de))
- 2015 : Un mouton nommé Elvis : l'éleveur de moutons (Andreas Windhuis (de))
- 2016 : Une demande en mariage pour Noël : Gramps (Derek McGrath (en))

#### Séries télévisées
- Miguel Ferrer dans (10 séries) :
  - Troisième planète après le Soleil (2000) : Jack McManus (saison 5, épisode 15)
  - Preuve à l'appui (2001-2007) : Dr Garret Macy (117 épisodes)
  - Bionic Woman (2007) : Jonas Bledsoe (9 épisodes)
  - New York, section criminelle (2008) : Gus Kovak (saison 7, épisode 18)
  - Les Experts (2009) : l'avocat Whitten (saison 9, épisode 14)
  - Lie to Me (2009) : Bill Steele (saison 2, épisode 10)
  - Psych : Enquêteur malgré lui (2010) : Fred Collins Boyd (saison 4, épisode 14)
  - Desperate Housewives (2011) : Andre Zeller (saison 8)
  - NCIS : Los Angeles (2012-2017) : le directeur-adjoint Owen Granger (115 épisodes)
  - Twin Peaks (2017) : l'agent spécial Albert Rosenfield (2e voix, saison 3)

- John Noble dans (10 séries) :
  - Fringe (2008-2013) : Dr Walter Bishop (100 épisodes)
  - The Good Wife (2013) : Matthew Ashbaugh (saison 4, épisode 18 et saison 5, épisode 10)
  - Sleepy Hollow (2013-2017) : Henry Parrish (25 épisodes)
  - Forever (2015) : Aubrey Griffin (épisode 22)
  - Elementary (2015-2019) : Morland Holmes (16 épisodes)
  - Salvation (2017-2018) : Nicholas Tanz (7 épisodes)
  - Legends of Tomorrow (2017-2018) : Mallus (voix, saison 3)
  - Blacklist (2018) : Sir Raleigh Sinclair III (saison 5, épisodes 14 et 19)
  - The Resident (2019) : Elliot Festervan (saison 2, épisode 22)
  - Hunters (2020) : Frederic Hauser (saison 1, épisode 4)

- Gerald McRaney[5] dans (6 séries) : 
  - Deadwood (2005-2006) : George Hearst (13 épisodes)
  - Undercovers (2010-2012) : Carlton Shaw (13 épisodes)
  - Longmire (2012-2015) : Barlow Connally (8 épisodes)
  - Justified (2013) : Josiah Cairn (saison 4, épisodes 5 et 6)
  - House of Cards (2013-2017) : Raymond Tusk (16 épisodes)
  - Shooter (2018) : Red Bama Sr. (saison 3)

- John Pankow dans :
  - Dingue de toi (1993-1999) : Ira Buckman (143 épisodes)
  - Ally McBeal (2002) : Barry Dekumbis (saison 5, épisodes 18 et 19)
  - Madam Secretary (2014-2019) : Glenn, l'administrateur de la NASA (4 épisodes)

- Richard Schiff dans :
  - Relativity (1996-1997) : Barry Roth (17 épisodes)
  - Ally McBeal (1998) : Bernie Gilson (saison 1, épisode 23)
  - Once Upon a Time (2012) : le roi Leopold (saison 1, épisodes 11 et 18)

- Cheech Marin dans :
  - Nash Bridges (1996-2001) : l'inspecteur Joe Dominguez (120 épisodes)
  - Une famille du tonnerre (2002) : Lalo (saison 2, épisode 9)
  - Amy (2004-2005) : Ignacio Messina (20 épisodes)

- Vondie Curtis-Hall dans :
  - Chicago Hope : La Vie à tout prix (1995-1999) : Dr Dennis Hancock (104 épisodes)
  - New York, unité spéciale (2011) : Dwight Talcott (saison 12, épisode 21)

- George Dzundza dans :
  - Le Justicier de l'ombre (2002-2003) : Tom « Grizz » Grzelak (22 épisodes)
  - Stargate SG-1 (2005) : Jim (saison 8, épisode 18)

- Rade Šerbedžija dans :
  - 24 Heures chrono (2007) : Dmitri Gredenko (saison 6)
  - Strange Angel (en) (2018-2019) : le professeur Filip Mesulam (12 épisodes)

- Kevin Conway dans :
  - The Good Wife (2009-2011) : Jonas Stern (3 épisodes)
  - Person of Interest (2012) : George Massey (saison 2, épisode 4)

- Francis Magee dans :
  - Game of Thrones (2011-2012) : Yoren (2e voix)
  - Absentia (2019) : Lester Nowicki (3 épisodes)

- Craig T. Nelson dans :
  - Grace et Frankie (2015) : Guy (saison 1)
  - Young Sheldon (2021-2024) : le coach Dale Ballard (2e voix, saisons 4 à 7)

- Kelsey Grammer dans :
  - Le Dernier Seigneur (2016-2017) : Pat Brady (9 épisodes)
  - Proven Innocent (en) (2019) : Gore Bellows (13 épisodes)

- Anthony Phelan dans :
  - Wanted (2016-2017) : Morrison (11 épisodes)
  - The Gloaming (en) (2020) : William Fian

- Harris Yulin dans :
  - Ozark (2017-2018) : Buddy Dieker (12 épisodes)
  - Billions (2018-2019) : le juge Leonard Funt (3 épisodes)

- John Doman dans :
  - The Affair (2017-2019) : Bruce Butler (2e voix, saisons 2 à 5)
  - For Life (2020-2021) : l'avocat Alan Burke (8 épisodes)

- Clark Johnson dans :
  - Harry Bosch (2018) : Howard Elias (saison 4)
  - Evil (2019) : le Père Amara (saison 1)

- 1990-1991 : Twin Peaks : l'agent Dennis Bryson (David Duchovny) (3 épisodes)
- 1992-1993 : Melrose Place : Keith Gray (William R. Moses) (11 épisodes)
- 1994-1996 : Cadfael : le sergent Will Warden (Albie Woodington) (8 épisodes)
- 1994-1996 : New York Police Blues : le sergent Jerry Martens (Scott Allan Campbell) (1re voix, saisons 2 et 3)
- 1994-1999 : Un tandem de choc : le lieutenant Harding Welsh (Beau Starr) (66 épisodes)
- 1994-2000 : Urgences : l'officier Al Grabarsky (Mike Genovese) (12 épisodes)
- 1996-1997 : Murder One : Frank Szymanski (Jack Kehler) (18 épisodes)
- 1997-1998 : Profiler : Lou Handleman (James Handy) (7 épisodes)
- 1997-1998 : Babylon 5 : le régent Vérini (Damian London) (saison 5)
- 1998-1999 : Legacy : John Hayden Turner (Casey Biggs) (10 épisodes)
- 1999-2000 : Farscape : le capitaine Selto Durka (David Wheeler) (3 épisodes)
- 1999-2001 : The Practice : Donnell et Associés : Harland Bassett (Ernie Sabella) (4 épisodes)
- 2001-2002 : Philly : le juge Irwin Hawes (Robert Harper (en)) (13 épisodes)
- 2002-2003 : Boomtown : Paul Turcotte (David Proval) (3 épisodes)
- 2003 : Scrubs : Harvey Corman (Richard Kind) (1re voix - saison 2, épisode 12)
- 2004 : État d'alerte : Jay Aldrich (Robert Forster) (mini-série)
- 2004-2005 : Six Feet Under : Roger Pasquese (Matt Malloy) (6 épisodes)
- 2005 : New York, cour de justice : Kurt Lascher (Tony Bill) (saison 1, épisode 1)
- 2005 / 2007 : Dr House : Mark Adams (Kurt Fuller) (saison 1, épisode 8) et Dr Obyedkov (Kurtwood Smith) (saison 3, épisode 15)
- 2005-2008 : Boston Justice : l'agent Christopher Palmer (William Russ) (5 épisodes)
- 2006 : Lost : Les Disparus : Dave (Evan Handler) (saison 2, épisode 18)
- 2007 : K-Ville : le capitaine James Embry (John Carroll Lynch) (11 épisodes)
- 2007 : Six Degrees : Jimmy McLean (John Ventimiglia) (3 épisodes)
- 2007-2010 : City Homicide : L'Enfer du crime : le capitaine Wilton Sparkes (Marshall Napier (en)) (11 épisodes)
- 2009-2014 : Londres, police judiciaire : le sergent Ronnie Brooks (Bradley Walsh) (53 épisodes)
- 2010-2013 : Boardwalk Empire : le maire Edward Bader (Kevin O'Rourke (en)) (21 épisodes)
- 2011-2012 : Weeds : l'inspecteur Mitch Ouellette (Michael Harney) (14 épisodes)
- 2013-2015 : Parks and Recreation : Ron Dunn (Sam Elliott) (3 épisodes)
- 2014 : The Driver : Amjad (Harish Patel) (mini-série)
- 2014 : 2 Broke Girls : Lester (Hal Linden (en)) (saison 3 épisode 22)
- 2014 : Mammon, la révélation : Tore Verås (Terje Strømdahl (no)) (6 épisodes)
- 2015 : Allegiance : l'agent spécial Faber (Paul Ben-Victor) (5 épisodes)
- 2015 : Dans l'ombre des Tudors : Walter Cromwell (Christopher Fairbank) (mini-série)
- 2015 : River : Marcus McDonald (Owen Teale) (mini-série)
- 2015-2017 : Gotham : Nathaniel Barnes (Michael Chiklis) (41 épisodes)
- 2015-2019 : Ballers : Jay Glazer (Jay Glazer (en)) (15 épisodes)
- 2015-2020 : Chicago Med : le président Barry Lindheim (David Parkes) (6 épisodes)
- 2016 : The Night Of : Daniel Lang (Kevin Dunn) (saison 1, épisode 1)
- 2016-2017 : Fear the Walking Dead : Jeremiah Otto (Dayton Callie) (9 épisodes)
- 2016-2018 : Reine du Sud : Don Epifanio Vargas (Joaquim de Almeida) (24 épisodes)
- 2017 : American Gods :  Vulcain (Corbin Bernsen) (saison 1, épisode 6)
- 2017 : Top of the Lake: China Girl : Adrian Butler (Clayton Jacobson (en)) (6 épisodes)
- 2017-2018 : The Deuce : Matty Ianniellio (Garry Pastore (en)) (7 épisodes)
- 2017-2019 : Suits : Avocats sur mesure : Dr Lipschitz (Ray Proscia) (16 épisodes)
- 2018 : Homeland : Dar Adal (F. Murray Abraham) (2e voix - saison 7, épisode 11)
- 2018 : The Outpost : Worm (Ric Sarabia) (saison 1)
- 2018-2019 : Lodge 49 (en) : Bob Kruger (Brian Doyle-Murray) (13 épisodes)
- 2019 : Hierro : Alejandro Morata (Juan Carlos Vellido (es))
- 2019-2021 : Dickinson : Ithamar Conley (Robert Picardo) (10 épisodes)
- 2019-2021 : Blacklist : Dominic « Dom » Wilkinson (Brian Dennehy puis Ron Raines (en)) (2e voix, saisons 7 et 8)
- 2020 : Better Call Saul : Everett Acker (Barry Corbin) (saison 5)
- 2021 : MacGyver : Lenny Krengel (Dan Lauria) (saison 5, épisode 6)
- 2022 : Yakamoz S-245 : Erenay (Hakan Salınmış (tr))
- 2022 : Sandman : Brian [Qui ?]
- 2022 : Le Seigneur des anneaux : Les Anneaux de pouvoir : ? (?)
- 2022 : She-Hulk : Avocate : Hank Sanderson (Mike Benitez) (mini-série)
- 2022 : Rogue Heroes : Winston Churchill (Jason Watkins)
- 2022-2023 : Big Sky : Buck Barnes (Rex Linn) (saison 3)
- 2022-2024 : Blue Bloods : Henry Reagan (Len Cariou) (2e voix, saisons 13-14)
- 2023 : Django : le révérend (Franco Nero) (mini-série)
- 2023 : Full Circle : Gene McCusker (William Sadler) (mini-série)
- 2023 : Bodies : Farrell (Jonny Coyne) (mini-série)

#### Émission
- 2022 : Harry Potter : Retour à Poudlard : Robbie Coltrane

#### Séries d'animation
- 1959-1961[n 8] : Félix le Chat : le roi Neptune
- 1971-1972[n 9] : Edgar de la Cambriole : l'inspecteur Lacogne
- 1984-1987[n 10] : Ken le Survivant : Rei, Sauzer, Juza, le général des armées de Shin, Jackal et Huey
- 1986-1988 : Juliette je t'aime : M. Paul
- 1988 : RoboCop : le lieutenant Hedgehock
- 1990 : Marianne 1re : John (Solide Trappeur)[6]
- 1991 : James Bond Junior : Dr No, Capitaine Plancq et le docteur Dérangé
- 1994 : Animaniacs : le narrateur (épisodes 33, 42 et 61), le maire (épisode 61), le juge Samuel Sewall (épisode 62)
- 1996-1997 : Mighty Ducks : Siege
- 1997 : Extrêmes Dinosaures : Spike et Spittor
- 1997 : Blake et Mortimer : Macomber
- 1999-2001 : Batman, la relève : Bruce Wayne / Batman
- 2006 : Afro Samurai : Premier Frère
- 2019[n 11]-2023 : Vinland Saga : Ragnar
- 2023 : Tobie Lolness : Jo Mitch (création de voix)

### Jeux vidéo
- 2012 : Dishonored : l'officier de propagande
- 2013 : Dishonored : La Lame de Dunwall : l'officier de propagande
- 2013 : Dishonored : Les Sorcières de Brigmore : l'officier de propagande
- 2015 : The Witcher 3: Wild Hunt : Carlo Varese dit « Surin », Aldert Geert et divers personnages
- 2017 : Assassin's Creed Origins : voix additionnelles
- 2023 : Fortnite : Optimus Prime